# Їдиш-український словник
Їдиш-український словник — за окремими джерелами, найбільший у світі двомовний словник їдишу.
Виданий за сприяння Єврейського Фонду України задля відновлення можливості вільного опанування мови їдиш в Україні.
Автор словника — Дмитро Тищенко, український філолог-германіст, який спеціалізується на мові їдиш. Книга розрахована в першу чергу на фахівців: істориків, політологів, літературознавців, які працюють із оригінальними текстами мовою їдиш.
Презентація книги відбулась на 27-му Міжнародному книжковому ярмарку в Єрусалимі (у презентації, крім автора, брали участь професор Вольф Москович та журналіст Шимон Бріман).
Їдиш-український словник потрапив до списку найкращих книг Форуму видавців у Львові 2015 року.

## Робота над словником
Створення Їдиш-українського словника ускладнювалося відсутністю повного тлумачного словника мовою їдиш. Тому Дмитро Тищенко опрацьовував усі твори із радянського журналу Совєтіш геймланд та із українського журналу «Маме-лошн», а також двомовні словники з інших мов (англійської, французької тощо); рідше інформація бралась у носіїв мови. Спершу Тищенком був підготовлений їдиш-російський словник, а згодом — їдиш-український.